# Pocket PC 2000
Pocket PC 2000 (nombre en clave Rapier), fue lanzado el 19 de abril de 2000 y estaba basado en Windows CE 3.0. Fue el debut de lo que más tarde se llamaría Windows Mobile y pretendía ser el sucesor del sistema operativo Windows CE en los dispositivos Palm-size PC de Microsoft. Pocket PC 2000 estaba destinado principalmente para dispositivos de PC de bolsillo, sin embargo, varias Palm-size PC también eran soportadas. Además, se lanzaron varios teléfonos con Pocket PC 2000, sin embargo, la plataforma de hardware conocida como "smartphone" de Microsoft aún no se había creado.

## Características
La única resolución admitida por Pocket PC 2000 fue de 240 x 320 (QVGA). Los formatos de tarjetas de almacenamiento extraíbles compatibles fueron CompactFlash y MultiMediaCard. En ese momento, los dispositivos de Pocket PC no se habían estandarizado con una arquitectura de CPU específica. Como resultado, Pocket PC 2000 se lanzó en múltiples arquitecturas de CPU (SH-3, MIPS y ARM). La capacidad de emisión de archivos por infrarrojos (IR) se encontraba entre las características de hardware originales. Windows Pocket PC 2000 es estéticamente parecido a Windows 98, Windows Me, y Windows 2000. Finalmente, su soporte terminó el 10 de septiembre de 2007.
Este lanzamiento inicial tuvo múltiples aplicaciones integradas, muchas de ellas parecidas a sus contrapartes de escritorio; como Lector de Microsoft, Microsoft Money, Internet Explorer Mobile y Reproductor de Windows Media. Una versión de Office conocida como Microsoft Office Mobile, el cual contenía Pocket Word, Pocket Excel, Pocket PowerPoint y Pocket OneNote, los cuales se mantendrían en el futuro integrados en las siguientes versiones de Windows Mobile. Pocket PC 2000 tenía reconocimiento de caracteres inteligente para distinguir estilos de letra aprendidos por el sistema operativo para mejorar la exactitud y los niveles de reconocimiento al crear, dibujar y escribir notas en el dispositivo.
Pocket PC 2000 se creó como un sistema basado en WinCE 3.0, pero destinado a consumidores. Muchas personas lo consideraron WinCE 3.0 porque estaba basado en el mismo código. Sin embargo, Pocket PC tenía varias características de consumo añadidas que WinCE 3.0 no contenía. En octubre de 2001 se lanzó Pocket PC 2002, que era una actualización de Pocket PC 2000 todavía basado en la base de código original de la línea de sistemas operativos, lanzando más dispositivos Pocket PC, PDAs y teléfonos inteligentes con el sistema operativo incluido.

## Dispositivos
Microsoft lanzó una serie de dispositivos junto con sus partners: el Casio EM500, el HP Jornada 545 & 548, el Symbol Technologies PPT2700 y el Compaq iPAQ, este último posiblemente fue el Pocket PC más importante y el más moderno de la época, con su diseño delgado y soporte para tarjetas CompactFlash o PCMCIA. Los dispositivos tenían un CPU ARM rápido y pantalla táctil, por lo que el precio de los dispositivos llegaba hasta los 1000 dólares. El lanzamiento de esos dispositivos fue el comienzo de la era de los Pocket PC, teniéndose en cuenta que en ellos se podían jugar juegos, mostrar mapas, leer libros, realizar llamadas, responder y enviar mensajes, crear tareas, anotar recordatorios importantes en el calendario, manejar servicios de localización e instalar aplicaciones, generalmente para uso profesional, además de las que ya se encontraban integradas en el sistema, como Microsoft Office Mobile, Internet Explorer Mobile, Outlook Express, MSN Messenger o Microsoft Reader. También se podían crear aplicaciones propias para el sistema con versiones antiguas de Visual Studio y el SDK de Pocket PC 2000 y probarlas en los dispositivos PPC como por ejemplo el Compaq iPAQ o cualquier otro dispositivo que tuviera un CPU ARM y el mismo sistema operativo integrado.